# 菅生千穂
菅生 千穂（すごう ちほ、1972年5月20日 - ）は、日本のクラリネット演奏家。三重県伊賀市出身。現在は群馬大学教育学部音楽教育講座准教授。

## 来歴・人物
- 1972年5月20日　三重県上野市（現・伊賀市）に生まれる
- 1988年4月 - 1991年3月　三重県立上野高等学校全日制普通科
- 1991年4月 - 1995年3月　東京学芸大学教育学部特別教科教員養成課程音楽専攻
- 1995年4月 - 1997年3月　渡米。モアヘッド州立大学音楽修士課程
- 1997年4月 - 2000年3月　ルイジアナ州立大学博士課程
- 2000年4月 - 2007年3月　三重県上野市ふれあい音楽教室非常勤講師
- 2007年4月 - 2010年3月　群馬大学教育学部音楽教育講座講師
- 2010年4月 - 　   　　　 　　群馬大学教育学部音楽教育講座准教授

5歳から高北通子にピアノを習い、短い曲が弾けた達成感から徐々にピアノに没頭する。中学校ではバスケットボール部のキャプテンなどスポーツにも首を突っ込んだが、当時の音楽教師・藤森真理の影響で音楽の素晴らしさを再発見する。三重県立上野高等学校では吹奏楽部に入り、クラリネットと出会う。そこでクラリネットに没頭した菅生は、そのままクラリネットを学ぶため東京学芸大学に進学。
大学卒業後、5年間渡米し、クラリネットを小松孝文、新井淑之、須藤清子、M.エイコード、S.コーエンに、室内楽をW.ルードヴィクに師事。他に、稲垣征夫、高北通子、藤森真理、本島阿佐子に教授を受ける。
帰国後は東京と、地元三重県伊賀市を中心に、所属する東京クラリネット・クワイアーとそのネットワークの仲間と共に演奏活動し、2006年11月に東京渋谷にて、2007年1月には伊賀市にてリサイタルを開催。また、吹奏楽・オーケストラの木管トレーナーを掛け持つ傍ら、大学の准教授に着任し、より良い演奏実践のための講座などを開講するなど、幅広い指導を行っている。家族は、父・母・妹・祖父・祖母の6人。

## 研究分野
器楽（管弦打楽器）
- 独奏
- 室内楽
- 吹奏楽
- 管弦楽
- 同属楽器アンサンブル

（専門楽器はクラリネット）

## 受賞・論文

### 受賞
- MTNA大学木管コンクール優勝（1996年）
- 国際クラリネット協会ヤングアーティストコンクールセミファイナリスト（1997年）

### 論文
- 『音楽教育における副教材に関する一考察』（群馬大学教育学部紀要、2009年）
- 『ヨハネス・ブラームス作曲 クラリネット三重奏曲作品114について』（群馬大学教育学部紀要、2009年）
- 『小中学校音楽における箏の可能性 〜邦楽器演習の実践から〜』（群馬大学教育実践研究、2009年）